# Hornbostel-Sachs
Hornbostel-Sachs (eller Sachs-Hornbostel) er et system udtænkt af Erich Moritz von Hornbostel og Curt Sachs og første gang offentliggjort i tidsskriftet Zeitschrift für Musik i 1914. En engelsk oversættelse blev publiceret i Galpin Society Journal i 1961. Det er det foretrukne klassificeringssystem for musikinstrumenter af musiketnologer og organologer (personer som studerer musikinstrumenter).
Systemet er baseret på et lignende system, som blev udviklet i det sene attenhundredetal af Victor Mahillon, kuratoren ved Bruxelles' konservatoriums musikinstrumentsamling. Mahillons system var et af de første, som udførte klassificering, efter hvad der vibrerede i instrumentet for at skabe dets lyd, men var begrænset, stort set, til vestlige instrumenter som benyttes i europæisk klassisk musik. Sachs-Hornbostel-systemet er en udvidelse af Mahillons på den måde, at det er muligt at klassificere ethvert instrument fra en hvilken som helst kultur med det.